# Kamba (Riedstadt)
Koordinaten: 49° 51′ 10″ N, 8° 24′ 19″ O
Kamba oder Chamba ist ein untergegangener Ort am rechten Ufer des Rheins gegenüber von Oppenheim in der Gemarkung Leeheim der Stadt Riedstadt im Hessischen Ried. Der Ort, bei dem es sich wohl um einen Königshof handelte, lag in unmittelbarer Rheinnähe, westlich der heutigen Kammerhöfe. Er ist im Jahre 865, als König Ludwig der Deutsche dem Kloster Lorsch dort Grundbesitz schenkte, als „villa Camben“ beurkundet, 1024 als „Kamba“, und um 1195 als „curia in Chamben“.  
Der Hof war noch um 1190 im Besitz des Klosters Lorsch, das ihn zu dieser Zeit an Werner II. von Bolanden zu Lehen gab.  Danach gibt es anscheinend erst wieder urkundliche Erwähnungen in der Neuzeit.  1784 war ein Freiherr von Schrautenbach Eigentümer des Kammerhofs, und 1826 Graf von Schlitz genannt von Görtz. Im Jahre 1906 kaufte die Gemeinde Leeheim den Kammerhof und teilte ihn auf. 

## Königswahl 1024
In Kamba wurde der Salier Konrad II. am 4. September 1024 zum König des Ostfränkischen Reichs gewählt. Allerdings wird auch der 175 Meter hohe Königstuhl im südlichen Teil der Gemarkung des wenige Kilometer nordwestlich gelegenen Ortes Lörzweiler als der Ort bezeichnet, an dem die Wahl stattgefunden habe.